# Minardi M02
Chronologie des modèles (2000)
Minardi M01 Minardi PS01
La Minardi M02 est la monoplace de Formule 1 engagée par la Scuderia Minardi lors de la saison 2000 de Formule 1. Elle est pilotée par l'Espagnol Marc Gené et l'Argentin Gaston Mazzacane. Le pilote d'essais est l'Espagnol Fernando Alonso. La voiture est mue par un moteur Fondmetal qui est en réalité un moteur Ford-Cosworth Zetec-R vieux de trois ans.

## Historique
La Minardi M02 a un design soigné et une livrée jaune mais le manque d'essais hivernaux ne permet pas à l'écurie italienne de finir dans les points. La monoplace italienne s'avère néanmoins fiable. Ses points faibles sont notamment son moteur, dont la conception remonte à 1998 et qui se révèle être plus lourd, plus encombrant et moins puissant que ses concurrents, et sa boîte de vitesses.
La meilleure performance de la saison est réalisée par Marc Gené lors du premier Grand Prix de la saison en Australie : le pilote espagnol termine huitième et avant-dernier tandis que Gaston Mazzacane abandonne en raison d'une boîte de vitesses défaillante. Gené réitère cette performance au Grand Prix d'Autriche. Gaston Mazzacane, pilote payant de l'écurie italienne, est dépassé tout au long de la saison par son coéquipier et signe son meilleur résultat en course au Grand Prix d'Europe où il termine huitième en profitant de l'abandon de la plupart des concurrents.
À la fin de la saison, la Scuderia Minardi termine dixième du championnat des constructeurs, devant Prost Grand Prix, sans avoir marqué de point, au bénéfice d'un plus grand nombre de huitièmes places. Le sponsor titre Telefónica rompt son contrat et le propriétaire de l'écurie et de la société Fondmetal, Gabriele Rumi, revend l'écurie qui est rachetée par l'entrepreneur australien Paul Stoddart,.

## Résultats en championnat du monde de Formule 1
| Saison | Écurie                       | Moteur             | Pneus       | Pilotes          | Courses | Courses | Courses | Courses | Courses | Courses | Courses | Courses | Courses | Courses | Courses | Courses | Courses | Courses | Courses | Courses | Courses | Points inscrits | Classement |
| Saison | Écurie                       | Moteur             | Pneus       | Pilotes          | 1       | 2       | 3       | 4       | 5       | 6       | 7       | 8       | 9       | 10      | 11      | 12      | 13      | 14      | 15      | 16      | 17      | Points inscrits | Classement |
| ------ | ---------------------------- | ------------------ | ----------- | ---------------- | ------- | ------- | ------- | ------- | ------- | ------- | ------- | ------- | ------- | ------- | ------- | ------- | ------- | ------- | ------- | ------- | ------- | --------------- | ---------- |
| 2000   | Telefónica Minardi Fondmetal | Fondmetal RV10 V10 | Bridgestone |                  | AUS     | BRÉ     | SMR     | GBR     | ESP     | EUR     | MON     | CAN     | FRA     | AUT     | ALL     | HON     | BEL     | ITA     | USA     | JAP     | MAL     | 0               | 10e        |
| 2000   | Telefónica Minardi Fondmetal | Fondmetal RV10 V10 | Bridgestone | Marc Gené        | 8e      | Abd     | Abd     | 14e     | 14e     | Abd     | Abd     | 16e     | 15e     | 8e      | Abd     | 15e     | 14e     | 9e      | 12e     | Abd     | Abd     | 0               | 10e        |
| 2000   | Telefónica Minardi Fondmetal | Fondmetal RV10 V10 | Bridgestone | Gaston Mazzacane | Abd     | 10e     | 13e     | 15e     | 15e     | 8e      | Abd     | 12e     | Abd     | 12e     | 11e     | Abd     | 17e     | 10e     | Abd     | 15e     | 13e     | 0               | 10e        |

Légende : ici 